# Rock bolivien
Le rock bolivien (espagnol : rock boliviano ou rock de Bolivia) est le terme utilisé pour désigner le rock en Bolivie, et ses sous-genres tels que le funk, le blues, le reggae rock, le ska punk, le punk rock, le rock latino et le grunge.

## Histoire
En 1957, le groupe The Fabulous Monteros García, un trio formé par Luis Monteros García (guitare électrique et chant), Víctor Monteros García (percussions) et R. Hayes, un musicien américain qui jouait de la contrebasse, enregistre son premier single et pourrait être considéré comme le premier album de rock bolivien enregistré en Amérique latine.
Concrètement, le mouvement rock débute dans les années 1960 en Bolivie. Ce mouvement est influencé par des groupes britannique, mexicains, américains et argentins. C'est sous cette influence qu'apparaissent des groupes comme Los Black Byrds, Los Red Socks, Los Dalton's, Loving Darks,, et Los Donkeys. Ce mouvement est alors connu sous le nom de nueva ola (nouvelle vague). Les genres varient entre le rock 'n' roll, le RnB et le rock psychédélique.
À partir des années 1970, le rock commence à fusionner avec des rythmes indigènes tels que le taquirari, le saya, le tobas ou le tundiqui. Parmi les groupes qui ont utilisé cette fusion, citons 50 de marzo, Antares, Los Dalton's, Wara, Los Ovnis de Huanuni, Los Signos, et Los Grillos, entre autres. À partir de ces années, les genres du rock expérimental et du rock fusion sont prédominants. Les années 1980 assistent à l'apparition du hard rock en Bolivie, avec des groupes comme Alto Voltaje, Trueno Azul et Metalmorfosis à La Paz ou Trilogía à Santa Cruz. Un autre rythme qui se fait entendre dans ces années-là était la new wave, qui ouvre la voie au groupe BJ4 pour créer des fusions entre le rock, la new wave et les rythmes andins. Les groupes qui ont marqué cette période sont : Alto Voltaje Trueno azul, Om, Stratus, et Trilogía.
Les années 1990 assistent à l'émergence de deux écoles de l'histoire du rock bolivien, dont sont issus de nombreux groupes contemporains. Cette décennie commence avec les groupes Coda 3 et Loukass. La chanson Después de ti de Coda 3 devient un hymne du rock bolivien.